# Mr. Robot (Fernsehserie)
Mr. Robot ist eine US-amerikanische Thriller-Fernsehserie von Sam Esmail, die von 2015 bis 2019 auf dem Kabelsender USA Network ausgestrahlt wurde. Die Serie handelt von einem jungen IT-Sicherheitsspezialisten mit einer dissoziativen Identitätsstörung. Er wird vom mysteriösen Mr. Robot für eine anarchistische Hackergruppe rekrutiert, um die Weltwirtschaft ins Wanken zu bringen. Die Serie wurde von Kritikern sehr positiv aufgenommen. Mit der bis Dezember 2019 laufenden vierten Staffel endete die Serie.

## Handlung

### Erste Staffel
Elliot Alderson spricht zu einem imaginären Freund und schildert ihm seine Wahrnehmung. Er lebt isoliert von der Außenwelt, hat eine dissoziative Identitätsstörung und leidet unter schweren Angstzuständen, die er durch den Konsum von Morphin zu verdrängen versucht. In seiner Freizeit hackt Elliot die Daten und Rechner seiner Mitmenschen. Dies rechtfertigt er damit, dass er sie vor Bedrohungen schützt. Als Angestellter des IT-Sicherheitsunternehmens Allsafe Cybersecurity in New York ist er für den Schutz des größten Konglomerats der Welt, E Corp (von Elliot stets Evil Corp genannt), zuständig. Diesen Job verdankt er Angela Moss, mit der er seit seiner Kindheit befreundet ist. Sie lernten sich kennen, da sowohl Elliots Vater, welcher in Elliots Kindheit sein einziger Freund war, als auch Angelas Mutter an Leukämie erkrankten und später starben, nachdem sie Giftmüll ausgesetzt gewesen waren. Obwohl es Hinweise darauf gab, dass E Corp die Gefährdung von Menschenleben durch den Giftmüll bekannt war, scheiterten bislang sämtliche Bemühungen der Angehörigen, gerichtlich gegen E Corp vorzugehen.
Eines Tages wird Elliot von Mr. Robot rekrutiert, dem Anführer einer anarchistischen Untergrundorganisation, genannt fsociety, um E Corp zu Fall zu bringen. Der Konzern hält so viele digital gespeicherte Kredite, dass ein Hackerangriff, der diese Kredite auslöschen würde, das globale Finanzsystem zum Einsturz bringen könnte. Gemeinsam mit fsociety entwickelt Elliot einen Plan, um das Unternehmen zu hacken. Dabei hat er mit vielen Widrigkeiten zu kämpfen. Er gerät mehrfach in Konflikt mit Mr. Robot. Seine Drogenabhängigkeit bringt ihn in Schwierigkeiten, er gerät auf gefährliche Menschen und kommt mit einer jungen Frau Shayla zusammen, die kurze Zeit später getötet wird.
Er berichtet seiner Psychologin von Gefühlen des Kontrollverlustes. Auch kognitiv hat Elliot Probleme, er hat große Teile seiner Vergangenheit vergessen. So erkennt er zum Beispiel nicht, dass Darlene von fsociety seine Schwester ist. Erst nachdem er Mr. Robot als seinen Vater wiedererkannt hat, erkennt Elliot schließlich, dass er unter einer dissoziativen Identitätsstörung leidet und die Person, die er als Mr. Robot kennenlernte, lediglich ein Gespinst seiner Fantasie ist. Ihm wird klar, dass er selbst Mr. Robot ist, und er es auch war, der fsociety gegründet und den Plan, E Corp zu hacken, entwickelt hat.
Angela gelingt es zwischenzeitlich, gerichtlich verwertbare Beweise im Giftmüllskandal gegen E Corp zu erhalten, nachdem sie bei Allsafe Cybersecurity gefeuert wurde. Durch ihre mutige Vorgehensweise wird die Unternehmensführung von E Corp auf sie aufmerksam und unterbreitet ihr ein Jobangebot, das Angela nach einigem Zögern auch annimmt.
Als fsociety unter Zeitdruck mit Problemen kurz vor dem finalen Hackerangriff steht, trifft Elliott wieder auf Tyrell Wellick, einen aufstrebenden Manager bei E Corp, der mit allen Mitteln neuer CTO des Unternehmens werden will. Wellick wurde jedoch bei der Personalentscheidung übergangen und kurz darauf entlassen. Elliot weiht Tyrell in den Plan von fsociety ein und beide arbeiten zusammen.
Drei Tage später erwacht Elliot ohne Erinnerung an die Zusammenarbeit; Tyrell ist verschwunden. Elliot stellt fest, dass der Plan erfolgreich war und das globale Finanzsystem zusammenbricht. Die von Schulden befreiten Menschen um ihn freuen sich und Elliot beginnt die volle Tragweite der Situation zu verstehen. Die erste Staffel schließt mit einer Unterhaltung des CEO von E Corp mit einem Gesprächspartner, in der er angibt, die verantwortliche Person zu kennen und mit ihr „wie üblich zu verfahren“. Der Gesprächspartner stellt sich als Whiterose heraus, ein ranghohes Mitglied der Hackergruppe Dark Army, die fsociety unterstützt hat.

### Zweite Staffel
Elliot will nach dem Drama der ersten Staffel sein Leben wieder unter Kontrolle bringen. Dafür zieht er bei seiner Mutter ein und konstruiert sich seine „perfekte Schleife“, die ihm dabei helfen soll, den Weg zurück in ein alltägliches Leben zu finden. Doch Mr. Robot ist immer noch da und versucht, Elliot davon zu überzeugen, mit fsociety weiterzumachen. Darlene hat währenddessen neue Mitglieder für fsociety rekrutiert und geht weiterhin gegen E Corp vor. Angela, die mithilfe von Phillip Price innerhalb von E Corp immer weiter aufsteigt, sammelt weiterhin Beweise für den Giftmüllskandal.
Nachdem eines der Mitglieder von fsociety, Leslie Romero, erschossen aufgefunden wurde, vermuten die anderen Mitglieder die Dark Army dahinter, und fürchten selber aus dem Weg geräumt zu werden, was zu einigen Unruhen führt. Zudem ist das FBI hinter ihnen her, wodurch der Druck auf die Hacker noch größer wird. Elliot und Mr. Robot haben sich geeinigt, Schach zu spielen, um zu entscheiden, wer die volle Kontrolle erhalten soll. Dieses Spiel kommt allerdings zu keinem Ergebnis. Zudem will Elliot noch das FBI hacken, doch dazu braucht er Angela, da sich das FBI nach dem großen Hack bei E Corp eingenistet hat, und sie somit über eine Femtozelle Zugang zu den Daten des FBIs bekommen können. Zeitgleich soll Elliot für Ray Heyworth, einen Mann aus seiner Nachbarschaft, eine Verschiebung von Rays Darknet-Seite durchführen, was er allerdings sabotiert, woraufhin er fast ins Koma geschlagen wird. Agent DiPierro trifft derweil Zhi Zhang, Chinas Minister für Staatssicherheit, da E Corp auch in China Einrichtungen hatte, die von der Dark Army gehackt wurden. Es stellt sich jedoch heraus, dass Zhi Zhang und Whiterose dieselbe Person sind, eine transgender Frau, deren doppelte Identität kaum jemand kennt. Das Treffen führt dazu, dass die Dark Army einen Anschlag auf das FBI verübt, den DiPierro knapp überlebt.
Als Elliot wieder aufwacht, wird er von Ray entführt und gezwungen, das illegale Vorhaben zu Ende zu führen, verrät ihn aber an das FBI. DiPierro vermutet, dass die Dark Army hinter dem Hack steht, allerdings teilt fast niemand im FBI ihre Ansicht. Darlene und Angela, die immer mehr Informationen über den Giftmüllskandal sammelt, versuchen währenddessen die Femtozelle anzuschließen. Bei einem Gespräch mit seiner Psychiaterin erklärt Elliot, zu wissen, dass er in Wirklichkeit im Gefängnis sitzt, und nicht, wie er dem Zuschauer weisgemacht hat, bei seiner Mutter wohnt.
Von fsociety geleakte Telefongespräche des FBIs decken einen riesigen Datenskandal auf, bei dem die Privatsphäre Millionen unschuldiger Bürger mit behördlicher Genehmigung verletzt wurde. Zugleich zwingt Phillip Price Zhi Zhang, dem zurzeit schwachen Unternehmen E Corp Geld zu leihen. Angela gerät zunehmend unter Druck des FBIs. Dieses stellt gleichzeitig eine Fahndung nach einem Mitglied der Dark Army, Francis „Cisco“ Shaw, aus, der daraufhin zusammen mit Darlene und Agent DiPierro von Fremden, wahrscheinlich Mitgliedern der Dark Army, unter Beschuss gerät. Dabei kommt Cisco ums Leben, Darlene und DiPierro überleben den Anschlag.
Angela, die ihre Beweismittel gegen E Corp veröffentlichen will, wird von Whiterose entführt und überzeugt, ihre Arbeit gegen das Konglomerat einzustellen. Dieses versucht seine ehemalige Machtposition wiederherzustellen, indem es eine neue Kreditwährung einführt. Elliot schafft es mit einer List, dass Mr. Robot ihn zu Tyrell bringt. Dort erfährt er von den Plänen Mr. Robots, Tyrells und der Dark Army, mit denen er aber nicht einverstanden ist. Die Begegnung eskaliert, wobei Elliot von Tyrell angeschossen wird. Darlene wird in der Zwischenzeit vom FBI befragt und erfährt, dass das FBI durch den entstandenen Aufruhr nach Romeros Tod fast alle in den Hack verwickelten Personen kennt. Dabei stellt sich heraus, dass Romero nicht wie angenommen von der Dark Army erschossen wurde, sondern durch die „verirrte Kugel eines Nachbarn“. Die Staffel endet damit, dass Tyrell Angela anruft, die durch Whiterose in die Pläne verwickelt wurde, und ihr berichtet, was mit Elliot passiert ist.

### Dritte Staffel
In einem Rückblick wird gezeigt, wo sich Tyrell am Ende der ersten Staffel aufhielt. In den drei Tagen, an die sich Elliot nicht erinnern kann, plant Tyrell mit Mr. Robot eine neue Aktion gegen E Corp, genannt Stufe 2. Inzwischen ist Tyrell aber Hauptverdächtiger für das FBI geworden. Deshalb wird er tagelang in einer Waldhütte in einem kaum bewohnten Gebiet von der Dark Army versteckt. Später trifft er sich mit Elliot unter Aufsicht der Dark Army. Angela betäubt Elliot, wodurch dieser zu Mr. Robot wird und mit Tyrell an Stufe 2 arbeitet.
Die eigentliche dritte Staffel beginnt unmittelbar nach Ende der zweiten Staffel. Tyrell ruft Irving, einen Gebrauchtwagenhändler und Dark-Army-Agent, an. Irving trifft bei Tyrell ein, der vor dem blutenden Elliot kniet, den er zuvor am Ende der zweiten Staffel im Streit angeschossen hatte. Elliot wird danach von der Dark Army operiert und erwacht sechs Tage später in einem Apartment, in dem Angela wohnt. Angela erzählt ihm, dass sie sich dem FBI stellen wollte, aber von der Dark Army aufgehalten worden sei. Elliot will die Polizei über Stufe 2 informieren, sieht aber davon ab, als Angela ihm sagt, dass die Dark Army sie dann töte. Stattdessen begibt er sich auf die Suche nach Tyrell, den er an seinem letzten Aufenthaltsort nicht mehr findet.
Später verlangt Elliot von Angela, einen Job bei E Corp zu erhalten, um Stufe 2 aufzuhalten. Angela versucht Elliot zu offenbaren, dass es vielleicht einen Weg gibt, den Tod ihrer Eltern rückgängig zu machen. In der folgenden Nacht steht Angela Mr. Robot gegenüber, den sie zu Irving und Tyrell bringt, um Stufe 2 fortzusetzen. Sie sagt ihm, dass sie Rache an E Corp will und deswegen die Dark Army unterstützt. Es wird klar, dass Elliot nachts als Mr. Robot am Erfolg von Stufe 2 arbeitet, tagsüber allerdings als Elliot versucht, Stufe 2 aufzuhalten.
Zur gleichen Zeit befindet sich Zhi Zhang mit seinem Assistenten Grant im E Corp Power Plant in Washington Township, wo Elliots Vater unwissentlich an einem geheimen Projekt arbeitete. Im Anschluss ist das Projekt in Form einer riesigen Maschine sichtbar. Unterdessen erklärt Phillip Price bei einer Konferenz des Institute of International Finance, dass China einen Währungskrieg gegen die Welt führe. In einem anschließenden Vier-Augen-Gespräch zwischen Zhi Zhang und Price wird klar, dass China den Kongo besetzen will. China solle den Währungskrieg einstellen und im Gegenzug würden die USA nichts gegen die Besetzung des Kongo vor den Vereinten Nationen einwenden. Das Projekt von Zhi Zhang solle dann im Kongo fortgeführt werden. Zur Zustimmung der Vereinten Nationen kommt es im weiteren Verlauf der Staffel und die Verlegung des Projekts in den Kongo solle in einem Monat beginnen.
Bald darauf ist Elliot durch Angelas Hilfe Angestellter bei E Corp, wo er sich durch Hacks in der Hierarchie nach oben arbeitet und nebenbei wichtige Unterlagen der Firma im gesamten Land verteilen lässt, um diese vor der Dark Army zu schützen. Da Stufe 2 vorsieht, das zentrale Archiv von E Corp zu zerstören, wohin derzeit zur Digitalisierung alle Papierunterlagen verbracht werden, versucht er dies durch Umleitung der Transporte in die dezentralen Standorte zu verhindern.
Darlene wird von Dom und ihrem Vorgesetzten Ernesto Santiago aufgesucht, da sie in den letzten sechs Wochen keine Informationen an das FBI geliefert hat. Das FBI versucht weiter herauszufinden, inwieweit Tyrell Wellick Drahtzieher von fsociety ist. Elliot lügt allerdings Darlene an und bestreitet jede Beteiligung Wellicks. Darlene installiert im Geheimen einen Trojaner auf Elliots PC, damit das FBI ihn überwachen kann. Elliot bemerkt dies und infiziert im Gegenzug die Rechner des FBI. Auf diese Weise findet er heraus, dass Darlene in einer vom FBI gestellten Wohnung wohnt, die er aufsucht. Er weiß aber nicht, dass Darlene für das FBI spioniert. Kurz bevor Darlene ihre FBI-Wohnung betritt, wird sie von Dom gewarnt. Darlene betritt die Wohnung und schafft es, Elliots Zweifel an ihrer Loyalität zu zerstreuen. Elliot räumt schließlich ein, dass er vermutet, nachts als Mr. Robot an Stufe 2 zu arbeiten. Er bittet Darlene, ihn zu beobachten. Sie erfährt dadurch, dass sich Angela und Mr. Robot tatsächlich nachts treffen, um an Stufe 2 zu arbeiten.
Um Stufe 2 nicht zu gefährden, erwirkt Angela über Price die Kündigung von Elliot. In der gleichen Zeit kontrolliert Angela Elliots Geisteszustand, indem sie Elliot weiterhin betäubt und so Mr. Robot an Stufe 2 arbeiten lässt. Nach vier Tagen ohne Erinnerung betritt schließlich Elliot das E-Corp-Gebäude, wo er aber nicht mehr arbeitet. Elliot realisiert, dass Stufe 2 in die Tat umgesetzt werden soll, und lässt mit einer Bombendrohung das Gebäude evakuieren, vor dem sich viele Anti-E-Corp-Demonstranten versammeln. In der Menge teilt Darlene Elliot mit, dass sie die ganze Zeit für das FBI arbeitet und Angela nachts mit Mr. Robot an Stufe 2 arbeitet. Schließlich dringen die Demonstranten gewaltsam in das E-Corp-Gebäude ein. Irving informiert Angela (die sich im Gebäude befindet), dass es sich dabei um eine Ablenkung handele. Im Chaos führt Angela Instruktionen der Dark Army an einem besonders gesicherten Server durch.
Nach erfolgreicher Ausführung trifft Angela im Gebäude auf Elliot, der wissen will, warum sie ihn betäubt hat. Obwohl sie ihm nichts sagt, erfährt Elliot, wo sich Tyrell aufhält, und leitet dies über Darlene an Dom weiter. Anschließend versucht er die Zerstörung des Gebäudes zu verhindern. Dabei wird er immer wieder durch Mr. Robot aufgehalten, überzeugt diesen aber, ihm zu helfen. Gemeinsam stoppen sie die drohende Explosion. Kurz danach erfährt Elliot aber, dass alle 71 E-Corp-Standorte, zu denen er die Daten von E Corp umgeleitet hatte, durch Explosionen zerstört worden sind und er den wahren Plan von Whiterose nicht erkannt bzw. verhindert hat.
Dom versucht unterdessen schnellstmöglich den gemeldeten Aufenthaltsort von Tyrell zu durchsuchen, um ihn zu verhaften. Doms Vorgesetzter Santiago verhindert dies aber. Kurz danach kann Tyrell verhaftet werden, weil Dom Santiagos Anweisungen ignoriert. Tyrell spielt allerdings den Unwissenden und identifiziert Mobley und Trenton als Anführer von fsociety. Letztere werden kurz vorher von der Dark Army entführt und so getötet, dass es wie Selbstmord aussieht. Das FBI entdeckt die Leichen später.
Elliot – am Boden zerstört – erzählt Darlene, dass er alles versucht habe, Mr. Robot und Stufe 2 aufzuhalten, aber nichts helfe. Elliot versucht sich mit einer Überdosis Morphin zu töten, wird aber von Trentons jüngerem Bruder aufgehalten. Elliot erfährt über eine E-Mail von Trenton, dass Romero die Schlüssel zum Entschlüsseln der E-Corp-Daten aufbewahrt hat und diese nun beim FBI sind. Dadurch kann der initiale Hack von fsociety rückgängig gemacht werden. Darlene versucht Dom zu verführen, um auf diesem Weg an die Schlüssel zu kommen, fliegt aber auf. Darlene erzählt dem FBI daraufhin von ihrem Plan und behauptet, dass das FBI von der Dark Army unterwandert sei.
Zwischenzeitlich bestraft Zhi Zhang Price für seine Taten, die nicht im Sinne von China waren. Price verliert seinen Ruf und seine Position in E Corp. Whiterose/Zhi Zhang sieht auch keinen Nutzen mehr in Elliot und beschließt, ihn töten zu lassen. Final treffen sich Elliot und Grant, der Assistent von Zhi Zhang, in einer Scheune. Elliot erfindet eine Stufe 3, von der Whiterose nichts weiß, und infiziert so das Computernetzwerk der Dark Army. Dom und Darlene werden von Santiago entführt, nachdem Dom ihn als Dark-Army-Kontakt enttarnt hat. Santiago bringt beide ebenfalls zur Scheune, wo er von Irving mit einer Axt getötet wird. Irving benennt Dom zum Nachfolger von Santiago. Sie solle von nun an als Maulwurf der Dark Army im FBI dienen. Grant tötet sich selbst, nachdem Whiterose ihm mitgeteilt hat, ihn nicht mehr zu benötigen. Dom gewährt Zugriff auf einen Computer des FBIs, wodurch Elliot an den Schlüssel gelangt, um den initialen Hack rückgängig zu machen. Er findet auch heraus, dass nicht Romero, sondern Mr. Robot den Schlüssel gesichert hat.
Angela wird schließlich zu einem unbekannten Ort gebracht, wo sich Price aufhält. Price offenbart ihr, ihr wahrer Vater zu sein, und versucht sie zu überzeugen, dass Whiterose schlimme Pläne verfolge.

### Vierte Staffel
Im Prolog der vierten Staffel wird angesetzt, wo die dritte Staffel endete. Angela ist noch immer bei ihrem biologischen Vater, Phillip Price. Nachdem sie durch ihn die Wahrheit über Whiterose erfuhr, richtet sie sich nun gegen sie. Daraufhin muss Angela feststellen, dass die Dark Army die Unterhaltung abhört, und wird daraufhin von Mitgliedern der chinesischen Hacker-Gruppe hingerichtet. Phillip Price stellt sich nun endgültig gegen Whiterose und hat ironischerweise einen emotionalen Zusammenbruch.
Einige Wochen später versuchen Elliot und Mr. Robot mit voller Energie Whiterose zu Fall zu bringen. Es wird klar, dass sie von nun an dauerhaft zusammen auftreten und sich mit Reden zu anderen Figuren abwechseln. Der Unterschied ist nur, dass ab Staffel 4 nicht mehr Elliot zum Zuschauer spricht, sondern Mr. Robot, welcher noch immer in Gestalt von Edward Alderson auftritt. Zur gleichen Zeit wird Dom immer paranoider. Die Erlebnisse verursacht durch Irving bereiten ihr noch immer Albträume. Nach einem Abendessen mit ihrer Mutter und einer Freundin Janice muss Dom feststellen, dass Janice der neue Dark-Army-Kontakt ist, der Irving folgt. Das Duo Elliot und Mr. Robot, welches aus dem Tod von Angela Motivation zieht, arbeitet weiterhin gegen Whiterose. Darlene verkraftet den Verlust ihrer besten Freundin nicht so gut wie ihr Bruder. Sie nimmt Drogen und entwickelt Hass gegen alle, sogar gegen Elliot.
Daraufhin schließt sich das Duo mit Phillip Price zusammen, nachdem Elliot ihn zur Verantwortung gezogen hat. Phillip Price erklärt daraufhin Whiterose, dass er als CEO von E Corp zurücktreten wird, was ihren Plan behindert. Zur selben Zeit erfahren Darlene und Elliot, dass ihre Mutter Magda Alderson im vorangeschrittenen Alter gestorben ist. Elliot will sich jedoch auf den Kampf gegen Whiterose konzentrieren und Darlene will dazugehören. Nachdem Elliot Darlene in die Pläne eingeweiht hat, erzählt sie ihm, dass sie vor einiger Zeit Fernando Vera gesehen und dies auch bereits Elliot erzählt habe. Nicht nur scheint der Verbrecher wieder in der Stadt zu sein, sondern Mr. Robot hat Elliot offenbar ein weiteres Mal belogen. Dieser versichert Elliot jedoch, dass es nicht so sei. Es zeigt sich, dass Elliot noch mindestens eine weitere dissoziative Identität besitzt.
Diesen Fakt ignoriert das Duo vorerst, um sich der wichtigeren Aufgabe zu widmen: Dem Kampf gegen Whiterose. Darlene berichtet Elliot, dass dieser für den nächsten Schritt eine Frau, Olivia Cortez, hacken muss. Zwischenzeitlich bekommt Dom die Brutalität von Janice präsentiert und ist eingeschüchtert. Elliot und Mr. Robot machen sich auf den Weg zu Olivia; ihr Plan ist es, sie zu verführen und dann die Daten zu stehlen. Dabei entwickelt Elliot jedoch eine Zuneigung zu Olivia, nachdem sie bereits Sex hatten.
Eine Rückblende zeigt, wie Zhi Zhang zu Whiterose wurde. Whiterose entscheidet sich, Tyrell Wellick als neuen CEO von E Corp zu ernennen. Daraufhin besucht Tyrell Elliot in dessen Wohnung, wo Tyrell von einer Chance gegen Whiterose spricht. Das Gespräch wird jedoch von der Dark Army abgehört. Tyrell und Elliot entdecken dies und schlagen daraufhin das Dark-Army-Mitglied bewusstlos. Weil sie denken, der Mann sei tot, wollen sie ihn im Wald verbrennen. Der Mann entkommt jedoch mit ihrem Fahrzeug an einer Tankstelle im Wald. Elliot, Mr. Robot und Tyrell müssen zu Fuß zurückkehren. Auf dem Weg erzählt Tyrell, dass er Elliot liebe und ihn noch immer bewundere. Zum ersten Mal ist es eine beidseitige Freundschaft zwischen Tyrell und dem Duo. Daraufhin finden sie wieder das Fahrzeug und den Mann von der Dark Army, welcher Tyrell anschießt und sich danach selbst tötet. Dem Tode geweiht verabschiedet sich Tyrell von Elliot und verlässt ihn, damit dieser nicht von Whiterose entdeckt wird. Alleine im winterkalten Wald sind seine Überlebenschancen sehr gering.
Dom, welche inzwischen chronisch Albträume hat, ist noch immer in Darlene verliebt, obwohl sie es nicht zugibt. Kurz darauf findet sie die Leiche des Dark-Army-Mannes im Wald. Ihr wird von Janice aufgetragen, Darlene aufzuspüren, denn Whiterose befiehlt, diese und ihren Bruder an einen sicheren Ort zu bringen, bis ihr Projekt in den Kongo verschifft wird.
Bis das geschieht, holt Darlene jedoch Elliot aus dem Wald ab, und die beiden führen den nächsten Schritt ihres Hacks durch. Gemeinsam verschaffen sie sich Zugriff zu der Bank, welche die Dark Army und die Zentrale der Macht, die DEUS-Gruppe, finanziert. Sie gelangen an Daten, werden dann aber von einem Wachmann entdeckt. Nach einer erfolgreichen Flucht kehren Elliot und Mr. Robot zu Oliva Cortez zurück, da sie sie noch immer für den Hack brauchen. Unter Zeitdruck nutzt Elliot sie radikal aus, indem er ihr Drogen verabreicht und sie zwingt, zu kooperieren. Sie versucht sich durch Suizid zu töten, wird aber von Elliot gerettet. Da Elliot sie nicht mehr braucht, trennen sich ihre Wege.
Zwischenzeitlich entführt Dom Darlene, wie ihr von Janice befohlen wurde. Dom soll Darlene töten, weil diese nun nutzlos sei, aufgrund ihrer Zuneigung zu ihr ist sie jedoch nicht imstande, die Tat auszuführen. Als Janice selbst in der Wohnung eintrifft und Darlene erschießen will, löscht Darlene ihr Smartphone und zerstört somit jede Möglichkeit für Janice, an Elliot zu kommen. Janice fesselt Dom und Darlene und verlangt von Darlene, ihre Telefondaten wiederherzustellen. Weil sich Darlene weigert, sticht Janice Dom mit einem Messer in einen Lungenflügel und lässt das Messer stecken, sodass Dom nicht sofort verblutet. Außerdem teilt Janice mit, dass ein Team bereits die Familie von Dom entführt habe und jeder getötet werden würde, wenn die Daten nicht wiederhergestellt werden. Schließlich gelangt Dom in einem günstigen Moment an eine Pistole der Entführer und erschießt alle Dark-Army-Mitglieder im Raum. Darlene und Dom trennen sich, als Dom einen Notruf an das FBI abgesetzt hat und verwundet zurückbleibt. Ihre Familie ist inzwischen durch einen anderen Verbrecher, mit dem Dom einen Deal hatte, in Sicherheit gebracht worden.
Fernando Vera, welcher sich mit seiner Gang inzwischen wieder in New York befindet, träumt davon, an der Seite von Elliot New York einzunehmen. Als er Elliot bei einem Wiedersehen mit seiner ehemaligen Therapeutin Krista sieht, entführt er diese. Von ihr bekommt er Elliots Akte und Zugang zu dessen Vergangenheit. Sein Plan ist es, Elliot zu brechen, um ihn dann wieder aufzubauen und auf seine Seite zu ziehen. Für diese Manipulation entführt er Elliot. Zuerst denkt er, Mr. Robot wäre der Schlüssel zu Elliots Gefühlen, doch dann merkt er, dass es Krista ist, die das erreichen kann. Er zwingt Krista, Elliot zu offenbaren, was wirklich geschah: Elliot muss erfahren, dass Edward Alderson, sein Vater, ihn als Kind sexuell misshandelte. Er war nicht, wie angenommen, sein einziger Freund als Kind. Dies war auch damals schon Mr. Robot, welcher in Elliots Kopf schon als Kind wie Edward aussah. Elliot muss auch erfahren, dass seine posttraumatische Belastungsstörung, seine Sozialphobie, sein Drogenmissbrauch, seine Wahnvorstellungen, seine dissoziative Identitätsstörung, seine Angstzustände, sein Hass auf die Menschheit und die Gesellschaft, seine Depressionen, seine Schlafstörungen, seine Manie sowie seine dissoziative Amnesie und die Existenz von Mr. Robot durch seine Misshandlung entstanden. Nun versucht Vera für Elliot ein Freund zu sein. Im Moment bevor Elliot auf seine Seite überläuft, tötet Krista Vera, um die Manipulation zu stoppen. Beide entkommen daraufhin. Elliot trifft auf sein jüngeres Ich, welches ihn in ein Museum führt, wo er als Kind Verstecken spielte. Dort findet er einen Schlüssel zu seinem Kinderzimmer. Elliot realisiert, dass er sich gegen seinen Vater, sein Monster, zur Wehr gesetzt hat. Schließlich erscheint Mr. Robot und entschuldigt sich für alles. Elliot gesteht sich ein, dass Mr. Robot nur Phantasie ist, um einen Vater zu haben, den er nie hatte. Eine Stunde bevor sich die DEUS-Gruppe trifft, ist Elliot am Boden zerstört.
In Elliots Kopf treffen sich Mr. Robot, seine Mutter Magda und sein jüngeres Ich. Sie sind sich nicht einig, ob sie Elliot endlich die Wahrheit sagen sollen, weil er noch nicht erwacht sei. Sie sind sich aber sicher, dass Darlene ihn wecken könne.
Unterdessen tritt Mr. Robot an die Seite von Darlene, um die DEUS-Gruppe zu stürzen. Die Gruppe sollte in wenigen Minuten zusammentreffen, um offiziell den Nachfolger von Price, Tyrell Wellick, zu ernennen. Zhi Zhang denkt aber, dass Price und Elliot etwas planen und trifft sich deswegen nur mit Price, während der Rest der Gruppe an einem anderen Ort zusammenkommt. Mr. Robot und Darlene finden über Tyrells Kalender den Aufenthaltsort der DEUS-Gruppe heraus, zu dem Darlene alleine aufbricht. Da Mr. Robot Informationen von Zhi Zhang braucht, ruft er Price auf dem Handy an. Zhi Zhang nimmt den Anruf entgegen und spricht mit Mr. Robot. Zhi Zhang offenbart, dass er Mr. Robot an einen Ort bringen könne, an dem Angela noch lebe. Dadurch erscheint wieder Elliots Person. Dieser lehnt ab, als er ein neues Video von fsociety sieht. Der Hackergruppe ist es gelungen, die Identitäten aller DEUS-Mitglieder zu veröffentlichen. Durch die Veröffentlichung in Panik verfallen, beginnen die DEUS-Mitglieder auf die Straße zu strömen, wo sie durch die Presse und Neugierige aufgehalten werden. Dadurch gelangt Darlene an ihre Telefonnummern, womit sie die Zwei-Faktor-Authentifizierung ihrer Bankkonten umgehen kann. Zhi Zhang gerät ebenfalls in Panik und verlässt mit Price, der wie Zhi Zhang das Ausmaß inzwischen realisiert und wahrlich genießt, den ursprünglichen Treffpunkt. Letztlich wird auch Zhi Zhang gehackt und Price versetzt ihn mit einer Rede in Rage. Zhi Zhang erschießt Price auf offener Straße und flieht, während die DEUS-Gruppe ihr gesamtes Vermögen verloren hat.
Nach diesem letzten Hack, um die mächtigste Gruppe der Welt zu Fall zu bringen, entlässt sich Dom selbst aus dem Krankenhaus, ist aber unter Beobachtung des FBIs, welches ihr nicht vertraut. Dom leidet unter der Tatsache, dass sie keinen Kontakt zu ihrer Familie haben kann. Darlene sucht sie auf und überredet sie, mit Elliot und ihr alles hinter sich zu lassen. Darlene und Dom trennen sich von Elliot und setzen ihre Reise zu zweit fort. Darlene zeigt Dom, wie sie das Geld der DEUS-Gruppe gerecht an alle Menschen der Welt gleichmäßig aufteilt. Sie erzählt Dom, dass sie zusammen nach Budapest fliegen wollen. Kurz vor dem Abflug trifft Dom am Flughafen auf Irving, der dort sein Buch verkauft, welches er während der dritten Staffel schrieb. Er teilt ihr mit, dass die Dark Army sich nicht mehr für sie interessiere. Unmittelbar vor dem Abflug entscheidet Dom, doch nicht mit Darlene nach Budapest zu fliegen, sondern bei ihrer Familie zu bleiben. Darlene und Dom trennen sich. Vor dem Check-In hat Darlene aber eine Panikattacke und rennt zur Toilette. Im allerletzten Moment entscheidet sich Dom doch noch um und rennt selbst zum Check-In. Sie fliegt letztlich alleine nach Budapest, ohne zu wissen, wo Darlene ist.
Ein kurzer Rückblick zeigt im Anschluss, wie Zhi Zhang nach der Tötung von Price in die Rolle von Whiterose geschlüpft ist und das FBI, welches ihn verhaften will, in einen Hinterhalt lockt. Zusammen mit Dark-Army-Söldnern fährt Whiterose zum E Corp Power Plant bei Washington Township. Elliot, der sich zuvor von Darlene und Dom getrennt hatte, trifft dort ebenfalls ein. Das Atomkraftwerk wirkt verlassen. Er infiziert die Steuerungssysteme mit Schadsoftware, um das Projekt von Whiterose zu stoppen. Nachdem dies erfolgreich war, realisiert Elliot, dass alle Leute vor Ort tot sind. Er wird von der Dark Army entdeckt und zu Whiterose in einen Raum gebracht. Whiterose erklärt schließlich, dass sie eine Maschine geschaffen habe, um die Welt zu verbessern. Sie versucht Elliot von ihrer Mission zu überzeugen, dieser macht ihr aber klar, dass dies aussichtslos ist. Ein Alarm setzt ein und Whiterose erklärt, dass die Maschine in Gang gesetzt sei und dies in einer Kernschmelze ende. Elliot habe die Chance, dies aufzuhalten, indem er ein altes Abenteuerspiel an einem Computer im Raum spiele. Whiterose tötet sich schließlich selbst. Elliot versucht sein Bestes, aber es kommt offenbar zur Explosion.
Elliot erwacht um 11:16 in seinem Apartment. Doch nun erscheint alles modern, fröhlich und voller Lebensfreude. Elliot ist der CEO von Allsafe, er soll Angela am kommenden Tag heiraten, sein Vater lebt und arbeitet immer noch in seinem Geschäft „Mr. Robot“, Tyrell ist CEO von F Corp und Whiterose ist eine wohlhabende spendable Frau. Allerdings hat Elliot Kopfschmerzen und die schöne Welt wird mehrmals von Erdbeben erschüttert. Nach dem Arbeitstag kommt Elliot nach Hause, wo er sich selbst in der Form sieht, wie der Zuschauer ihn in der gesamten Serie zuvor kennengelernt hat.
Der Zuschauer erfährt dann, wie der bisherige depressive Elliot nach der Szene im Atomkraftwerk auf einem leeren Parkplatz erwacht ist, wo das Atomkraftwerk eigentlich stehen sollte. Der bisherige Elliot erkundet diese Welt, wo er auf seine Mutter und auf Angelas Eltern trifft. In der Angst vor seinem Vater fragt er seine Mutter, ob er als Kind misshandelt wurde, aber seine Mutter meint, dass sie so etwas niemals tun würden. Der bisherige Elliot realisiert auch, dass Darlene auf keinem Familienfoto vorkommt und er als erfolgreicher und glücklicher Mensch in dieser Welt existiert. Elliot geht in sein Apartment und hackt sich selbst, wodurch er Zeichnungen entdeckt, die den bisherigen Elliot, fsociety und Darlene zeigen. In diesem Moment kommt der Elliot dieser anderen Welt in die Wohnung. Beide tauschen sich aus, wobei der „neue“ Elliot behauptet, dass der bisherige Elliot nur eine Phantasie von ihm gewesen sei. Elliot redet wieder mit dem Zuschauer, was auch sein Gegenüber merkt. Schließlich will der bisherige Elliot fliehen. Es kommt wieder zu einem Erdbeben, wobei der glückliche Elliot stürzt und sich schwer verletzt. Der bisherige Elliot telefoniert vor dem schwer verletzten Elliot mit Angela und sieht die Chance, den erfolgreichen und glücklichen Elliot zu ersetzen. Er tötet diesen und packt ihn in einen Umzugskarton. Auf der Straße wird er von Dom, die in dieser Welt Polizistin ist, wegen eines Parkverbots angesprochen. Dank eines erneuten Erdbebens kann Elliot aber fliehen.
Elliot kommt am Strand an, wo er Angela heiraten will. Dort sitzt aber nur eine Gruppe Menschen mit Masken von fsociety. Mr. Robot taucht auf und klärt Elliot über das große Geheimnis auf: Elliot ist nicht der wahre Elliot Alderson, sondern eine weitere geschaffene Identität von diesem – so wie Mr. Robot selbst. Die Welt, die er jetzt sieht, ist nur eine Erfindung, um den echten Elliot zu schützen.
Elliot akzeptiert dies zunächst nicht, trifft dann aber auf Angela, die ihm sagt, er sei das „Superhirn“ und nicht der wahre Elliot. Im Anschluss trifft das Superhirn auf eine erdachte Krista, die von den anderen Identitäten – Mr. Robot, Elliots Mutter und Elliots jüngerem Ich – den Auftrag hat, dem Superhirn klarzumachen, dass er nicht der echte Elliot ist. Sie klärt in direkter Ansprache auch die Zuschauer der Serie darüber auf, dass Mr. Robot geschaffen wurde, um den echten Elliot zu schützen, die Mutter, um Elliot zu bestrafen, das jüngere Ich, um den Missbrauch nicht zu akzeptieren, und das Superhirn, um den Zorn von Elliot zu bündeln. Das Superhirn (den der Zuschauer in der gesamten Serie beobachtet hat und der zu Beginn der Staffel 1 erschaffen wurde) habe die komplette Kontrolle über Elliot Alderson übernommen. Nun sei es an der Zeit, diese Kontrolle wieder loszulassen.
Nach einigen Rückblicken erwacht das Superhirn im Krankenhaus. Darlene klärt ihn darüber auf, dass alles wirklich passiert ist: Viele Menschen sind tot, das Atomkraftwerk teilweise zerstört und die DEUS-Gruppe am Ende. Das Superhirn realisiert aber, dass er nicht der wahre Elliot ist und nun loslassen muss. Darlene gesteht ein, dass sie es vermutete und er nicht der wahre Elliot sein konnte. Sie hatte es bereits vermutet, als sie fsociety gestartet hatten. Sie habe aber nie etwas gesagt, weil sie endlich ihrem Bruder nahegekommen ist, was vorher nie der Fall war. Sie hatte vorher nicht mehr gewusst, wie sie Zugang zu ihrem psychisch erkrankten Bruder erhalten solle, und war deswegen verschwunden. Das wollte sie aber ändern und war deshalb (zu Beginn der ersten Staffel) zurückgekehrt.
Final sieht der Zuschauer alle vier Identitäten (das Superhirn, Mr. Robot, Elliots Mutter und sein jüngeres Ich) in einem Kinosaal, wo alle wichtigen Momente des Superhirns noch einmal als Film wie Erinnerungen abgespielt werden. Im Anschluss erwacht der echte Elliot Alderson, den der Zuschauer aber nicht sehen kann. Darlene schaut ihn an und erkennt, dass ihr echter Bruder zurück ist.

## Besetzung und Synchronisation
Die deutsche Synchronfassung wurde von der Berliner Synchron unter der Dialogregie von Frank Preissler erstellt, der auch das Dialogbuch schrieb.

### Hauptdarsteller
| Schauspieler           | Rolle                           | Episoden (Hauptrolle)            | Episoden (Nebenrolle)             | Synchronsprecher                                       |
| ---------------------- | ------------------------------- | -------------------------------- | --------------------------------- | ------------------------------------------------------ |
| Rami Malek             | Elliot Alderson / Das Superhirn | 1x01–4x13 1                      |                                   | Bastian Sierich                                        |
| Carly Chaikin          | Darlene Alderson                | 1x01–4x13 2                      |                                   | Henrike von Kuick (St. 1) Josephine Schmidt (ab St. 2) |
| Portia Doubleday       | Angela Moss                     | 1x01–4x01, 4x11–4x13 3           |                                   | Ilona Brokowski                                        |
| Martin Wallström       | Tyrell Wellick                  | 1x01–4x04, 4x08, 4x11, 4x13 1, 4 |                                   | Nico Sablik                                            |
| Christian Slater       | Mr. Robot / Edward Alderson     | 1x01–4x13 1                      |                                   | Sven Hasper                                            |
| Michael Cristofer      | Phillip Price                   | 2x01–4x09, 4x12–4x13 1, 5, 6     | 1x03, 1x07, 1x09–1x10             | Thomas Kästner                                         |
| Stephanie Corneliussen | Joanna Wellick                  | 2x01–3x02 1, 3, 7                | 1x03, 1x05–1x10                   | Ann Vielhaben (bis 2x07) Anita Hopt (ab 2x09)          |
| Grace Gummer           | Dominique DiPierro              | 2x01–4x10, 4x13 3, 6             |                                   | Isabelle Schmidt                                       |
| BD Wong                | Whiterose / Zhi Zhang           | 3x01–4x11 8                      | 1x08, 1x10, 2x04–2x05, 2x09, 2x11 | Markus Nichelmann                                      |
| Bobby Cannavale        | Irving                          | 3x01, 3x03–3x07, 3x09–3x10, 4x10 |                                   | Matti Klemm                                            |
| Ashlie Atkinson        | Janice                          | 4x01–4x02, 4x05–4x06, 4x08       |                                   | Almut Zydra                                            |
| Elliot Villar          | Fernando Vera                   | 4x03, 4x05–4x08                  | 1x02, 1x05–1x06, 3x10             | Gerrit Hamann                                          |

### Nebendarsteller
| Schauspieler          | Rolle                           | Episoden                                                                   | Synchronsprecher     |
| --------------------- | ------------------------------- | -------------------------------------------------------------------------- | -------------------- |
| Sunita Mani           | Shama „Trenton“ Biswas          | 1x01–1x05, 1x07–1x08, 1x10, 2x03–2x08, 2x12, 3x07                          | Laurine Betz         |
| Azhar Khan            | Sunil „Mobley“ Markesh          | 1x01–1x05, 1x08, 1x10, 2x01, 2x03–2x08, 2x12, 3x07                         | Sven Fechner         |
| Jeremy Holm           | Donald „Mr. Sutherland“ Hoffman | 1x01–1x03, 1x08, 2x02, 2x04–2x05, 2x09–2x11, 3x02                          | Peter Flechtner      |
| Bruce Altman          | Terry Colby                     | 1x01, 1x06–1x07, 1x09, 2x10, 3x09                                          | Peter Reinhardt      |
| Vaishnavi Sharma      | Magda Alderson                  | 1x01, 1x03–1x05, 1x10, 2x01, 2x03–2x06, 2x09                               | Nadine Heidenreich   |
| Armand Schultz        | Michael Hansen                  | 1x01, 1x10, 2x09, 3x02                                                     | Frank Muth           |
| Gloria Reuben         | Krista Gordon                   | 1x01–1x03, 1x07, 1x10, 2x01, 2x04, 2x07, 3x02, 3x07, 4x03, 4x05–4x08, 4x13 | Marion Musiol        |
| Michel Gill           | Gideon Goddard                  | 1x01–1x03, 1x07–1x10, 2x01–2x02, 2x06, 3x09                                | Frank Röth           |
| Ben Rappaport         | Oliver „Ollie“ Parker           | 1x01–1x05, 1x07–1x08, 2x05, 4x11                                           | Felix Spieß          |
| Aaron Takahashi       | Lloyd Chung                     | 1x01–1x03, 1x08–1x09, 2x04                                                 | Gerald Schaale       |
| Ron Cephas Jones      | Leslie Romero                   | 1x01–1x05, 1x07–1x08, 1x10, 2x03                                           | Erich Räuker         |
| Frankie Shaw          | Shayla Nico                     | 1x01–1x07                                                                  | Nicole Hannak        |
| Michael Drayer        | Francis „Cisco“ Shaw            | 1x02–1x05, 1x07, 2x04, 2x06–2x10, 3x03                                     | Jesco Wirthgen       |
| Michele Hicks         | Sharon Knowles                  | 1x03, 1x05–1x07, 2x07                                                      | Melanie Isakowitz    |
| Brian Stokes Mitchell | Scott Knowles                   | 1x05–1x07, 2x01–2x02, 2x04, 2x07, 2x12                                     | Klaus-Dieter Klebsch |
| Rick Gonzalez         | Isaac Vera                      | 1x05–1x06                                                                  | Asad Schwarz         |
| Sakina Jaffrey        | Antara Nayar                    | 1x06–1x07, 1x09, 2x02, 2x04, 2x11, 3x06                                    | Denise Gorzelanny    |
| Joey Badass           | Leon                            | 2x01–2x04, 2x07, 2x09, 2x12, 3x03, 3x07, 3x09–3x10, 4x06, 4x10             | Jan Makino           |
| Craig Robinson        | Ray Heyworth                    | 2x02–2x07, 2x09                                                            | Andreas Hosang       |
| Michael Maize         | Lone Star                       | 2x03–2x07, 2x09                                                            | Armin Schlagwein     |
| Omar Metwally         | Ernesto Santiago                | 2x04–2x06, 2x08, 2x10–2x12, 3x02–3x03, 3x06–3x07, 3x09–3x10                | Otto Strecker        |
| Rizwan Manji          | Norm                            | 3x02, 3x04, 3x06–3x07                                                      | Asad Schwarz         |
| Ramy Youssef          | Samar Swailem                   | 3x02, 3x04–3x05                                                            | Martin Gleitze       |
| Randy Harrison        | Harry                           | 1x03, 1x09                                                                 | Christian Holdt      |

## Produktion

### Entwicklung
Sam Esmail ist von der Hackerszene fasziniert und wollte schon seit 15 Jahren einen Film darüber drehen. Während der Produktion wurden auch Experten zu Rate gezogen, um ein realitätsgetreues Bild von Hackern verwirklichen zu können.
Die Serie wurde von Sam Esmail ursprünglich als Film konzeptioniert und ist seine erste Arbeit für das Fernsehen. USA Network bestellte im Juli 2014 die Pilotfolge und im Dezember 2014 neun weitere Episoden. Die Arbeit im Writers Room begann im Januar 2015, die Dreharbeiten am 13. April 2015 in New York. Am Tag ihrer Fernsehpremiere wurde die Serie um eine zweite Staffel mit ebenfalls zehn Episoden verlängert.
Esmail betont, dass in der Serie die Handlung und die Gefühle der Figuren im Zentrum stehen und nicht übermäßige CGI-Effekte oder realitätsferne Darstellungen des Hackens.

### Einflüsse
Als Inspiration dienten dem ägyptischstämmigen Esmail vor allem die Hackerkultur und der Arabische Frühling, in welchem junge Menschen mittels sozialer Medien eine Änderung des politischen Systems bewirkten. Zudem hat Esmail mehrere weitere Einflüsse auf die Serie bestätigt, wie zum Beispiel die Filme American Psycho, Taxi Driver, Uhrwerk Orange, und Matrix. Als Inspiration für Elliot, der unter einer dissoziativen Identitätsstörung leidet, diente der 1999 erschienene Thriller-Film Fight Club. Fight Club war zudem auch ein Einfluss auf die anti-konsumistische Einstellung der Charaktere, mit der sie versuchen gegen „das System“ vorzugehen. Zuschauern fielen zudem die Parallelen in den Handlungssträngen der beiden Werke auf, in welchen versucht wird, durch die komplette Auslöschung von Kreditaufzeichnungen eine neue Weltordnung zu schaffen. Esmail erklärte, dass er versucht hatte durch die musikalische Untermalung mit dem Lied Where Is My Mind?, welches am Ende von Fight Club Verwendung fand, dem Publikum klarzumachen, dass der Film als Inspiration für die Serie diente.
Weitere Einflüsse waren Taxi Driver für die Rolle des Protagonisten als Erzähler; Lockere Geschäfte für die Musik; Blade Runner für die Charakterentwicklung; und Breaking Bad für den Handlungsbogen.

### Drehorte
Mr. Robot wurde in New York City gedreht. Zu den Drehorten gehörten Coney Island, wo das Hauptquartier der Hackergruppe fsociety lag. Da es für die Crew keine Möglichkeit gab, den Times Square für die Dreharbeiten zu sperren, wurde dort nachts kurz vor dem Independence Day-Wochenende gedreht, um ein möglichst menschenleeres Gebiet zu gewährleisten.

## Ausstrahlung
Die erste Staffel der Fernsehserie wurde zwischen dem 24. Juni und 2. September 2015 auf dem Kabelsender USA Network ausgestrahlt. Die zweite Staffel hatte am 13. Juli 2016 mit einer Doppelfolge Premiere und wurde bis zum 14. September 2016 ausgestrahlt. Die Ausstrahlung der dritten Staffel folgte vom 11. Oktober 2017 bis zum 13. Dezember 2017. Noch vor Ende der dritten Staffel wurde die Serie um eine weitere Staffel verlängert.
In Deutschland sind die Folgen als Originalversion über Amazon Video, iTunes, Xbox Video und Videoload erhältlich. Die exklusiven Streamingrechte als Flatrate hat Amazon für Deutschland, Österreich, die USA, Großbritannien und Japan erworben, in Deutschland und Österreich ist die erste Staffel seit dem 20. November 2015 in der deutschen Synchronfassung und im englischsprachigen Original bei Amazon Prime abrufbar. Die zweite Staffel wurde ab 13. Juli 2016 zeitnah nach der Erstausstrahlung bei USA Network bei Amazon Prime aufrufbar gemacht. Die deutsche Synchronisation ist seit 30. September 2016 verfügbar. Die deutsch synchronisierte Fassung der dritten Staffel ist seit 15. Januar 2018 bei Amazon Prime abrufbar.
Die deutschsprachige Fernsehausstrahlung erfolgt seit dem 23. November 2016 beim Free-TV-Sender TV24.
After Show
Seit der zweiten Staffel produziert The Verge mit USA Network die Talkshow After Show, die jeweils im Anschluss an die Serie online veröffentlicht wird. Moderiert wird die Sendung von Nilay Patel und zwei weiteren Redakteuren von The Verge, die die Episoden inhaltlich diskutieren und Hintergrundinformationen zu Informationssicherheit und Hackern liefern.

## Easter Eggs
Durch die ganze Serie hinweg finden sich sogenannte Easter Eggs. Es gibt zum Beispiel zahlreiche Cameo-Auftritte von Sam Esmail, dem Macher der Serie. Viele Easter Eggs finden sich in digitaler Form. Beispielsweise ist jede in der Serie gezeigte IP-Adresse oder Website abrufbar. Diese Easter Eggs sind teilweise sehr aufwendig konstruiert. So ist beispielsweise im Trailer zu Staffel 2 auf einem Aktenkarton eine Telefonnummer zu sehen. Wenn man diese angerufen hat, wurde ein Binärcode abgespielt. Daraus konnte man mithilfe eines Gedichtes von Francis Bacon eine Website-URL herauslesen. Von dieser Website gelangte man durch die Lösung eines weiteren Rätsels auf eine Website, auf der eine E-Mail-Adresse angegeben werden konnte, um ein kostenloses T-Shirt zu bekommen. Diese Website ist heute auch noch abrufbar. Allerdings wird im Terminal nicht mehr dazu aufgefordert, eine E-Mail-Adresse anzugeben.

## Rezeption

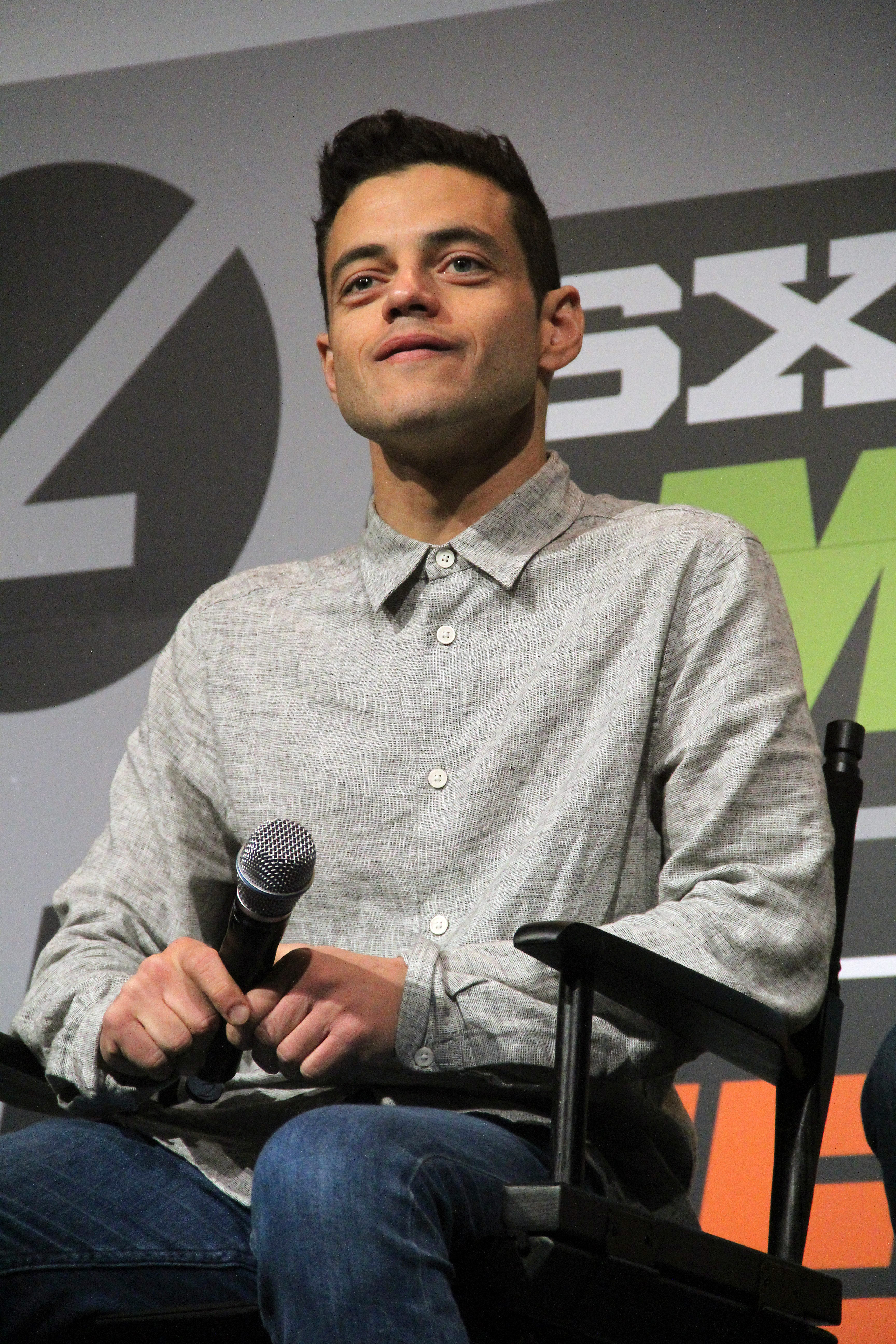
Rami Malek bei einem Panel im Rahmen des South by Southwest Film Festivals 2016

Die Fernsehserie Mr. Robot wurde auf mehreren Festivals gezeigt, unter anderem auf dem South-by-Southwest-Festival, wo sie den Zuschauerpreis gewann, und auf dem Tribeca Film Festival.
Von Kritikern wurde die Serie sehr wohlwollend aufgenommen. Die Seite Metacritic ermittelt aus 23 Kritiken eine Durchschnittsbewertung von 79 %. Auch Rotten Tomatoes bestätigt das Bild, laut dieser Seite beschreiben 52 von 53 Kritiken die Serie positiv. Als Konsens der Kritiken wird dort festgehalten, die Serie sei „ein spannender Cyber-Thriller mit zeitgemäßen Geschichten und einer faszinierenden, provokativen Prämisse“. Mr. Robot ist eine der meistgelobten Fernsehserien des Sommers, besondere Beachtung der Kritiker erhielt das Schauspiel Rami Maleks, die realistische Darstellung der Hackerkultur und die visuelle Ästhetik der Serie.
Auch Zuschauer stehen der Serie positiv gegenüber, über 395.000 Benutzer der Internet Movie Database gaben der Serie durchschnittlich 8,5 von 10 Sternen. Auf USA Network startete die Serie mit moderaten Zuschauerzahlen. Die erste Folge wurde jedoch auch einen Monat zuvor online veröffentlicht. In den folgenden Wochen stiegen die Zuschauerzahlen der Hauptzielgruppe etwas.

## Auszeichnungen
- Gotham Awards 2015: „Breakthrough Series – Long Form“ (Sam Esmail)
- SXSW Film Festival 2015: Publikumspreis – Kategorie „Episodic“ (Sam Esmail)
- AFI Awards 2016: Aufnahme in die Liste der zehn besten Fernsehprogramme des Jahres
- Golden Globe Awards 2016: Beste Serie – Drama, Bester Nebendarsteller – Serie, Miniserie oder Fernsehfilm (Christian Slater), eine weitere Nominierung in der Kategorie Bester Serien-Hauptdarsteller – Drama (Rami Malek)
- Critics’ Choice Television Awards Jan. 2016: Beste Dramaserie, Bester Hauptdarsteller in einer Dramaserie (Rami Malek), Bester Nebendarsteller in einer Dramaserie (Christian Slater)
- Primetime-Emmy-Verleihung 2016: Bester Hauptdarsteller in einer Dramaserie (Rami Malek)
- Golden Globes 2018: Nominierung als Bester Nebendarsteller in einer Fernsehserie (Christian Slater)